# Conus tenuistriatus
Espèce
Statut de conservation UICN

 LC  : Préoccupation mineure
Conus tenuistriatus est une espèce de mollusques gastéropodes marins de la famille des Conidae.
Comme toutes les espèces du genre Conus, ces escargots sont prédateurs et venimeux. Ils sont capables de « piquer » les humains et doivent donc être manipulés avec précaution, voire pas du tout.

## Description
La taille de la coquille varie entre 22 mm et 68 mm. La coquille est entièrement entourée de fines stries, qui sont parfois granuleuses. Sa couleur est violacée ou brune, avec quelques taches plus claires sur la flèche, et généralement une bande irrégulière claire sous le milieu du verticille. L'ouverture est violacée. La coquille a plusieurs des caractéristiques de Conus glans Hwass in Bruguière, 1792,.

## Distribution
Cette espèce marine est présente dans l'océan Indien (pas dans la mer Rouge) ; des Philippines et de l'Indonésie à la Papouasie-Nouvelle-Guinée, au large de la Polynésie française et des îles Marshall ; au large de l'Australie-Occidentale.

### Niveau de risque d’extinction de l’espèce
Selon l'analyse de l'UICN réalisée en 2011 pour la définition du niveau de risque d'extinction, cette espèce est présente dans tout l'ouest et le centre de l'océan Indien mais est absente de la mer Rouge, elle est également présente des Philippines à la Papouasie-Nouvelle-Guinée, en Polynésie française et dans les îles Marshall. Cette espèce est peu commune dans les eaux peu profondes et profondes. Elle est largement distribuée et il n'y a actuellement aucune menace majeure connue. Elle est classée dans la catégorie " préoccupation mineure ". Il s'agit d'une espèce endémique de l'Afrique du Sud.

## Taxonomie

### Publication originale
L'espèce Conus tenuistriatus a été décrite pour la première fois en 1858 par le naturaliste, illustrateur et conchyliologiste britannique George Brettingham Sowerby II dans « Monograph of the genus Conus »,.

### Synonymes
- Conus (Leporiconus) tenuistriatus G. B. Sowerby II, 1858 · appellation alternative
- Conus glans  var. tenuigranulata Dautzenberg, 1937 · non accepté
- Leporiconus tenuistriatus (G. B. Sowerby II, 1858) · non accepté